# Nezdice
Nezdice är en ort i Tjeckien.   Den ligger i distriktet Okres Cheb och regionen Karlovy Vary, i den västra delen av landet, 110 km väster om huvudstaden Prag. Nezdice ligger 689 meter över havet och antalet invånare är 186.
Terrängen runt Nezdice är huvudsakligen platt, men österut är den kuperad. Runt Nezdice är det ganska glesbefolkat, med 28 invånare per kvadratkilometer. Närmaste större samhälle är Mariánské Lázně, 14,6 km väster om Nezdice. I omgivningarna runt Nezdice växer i huvudsak blandskog.